# الیاس دولاه
الیاس دولاه (انگلیسی: Elias Dolah؛ زادهٔ ۲۴ آوریل ۱۹۹۳) بازیکن فوتبال اهل سوئد است.
وی همچنین در تیم ملی فوتبال تایلند بازی کرده‌است.